# Thomas Kurialachery
Thomas Kurialachery (ur. 14 stycznia 1873 w Champakulam w Indiach, zm. 6 lutego 1925 w Rzymie) – Czcigodny Sługa Boży Kościoła katolickiego, pierwszy syromalabarski biskup Changanacherry (1923–1925).
W 1908 roku założył żeńskie Zgromadzenie Sióstr Adoracji Najświętszego Sakramentu (SABS).